# Rafael Sóbis
Rafael Augusto Sóbis do Nascimento (Erechim, 1985. június 17. –) ukrán származású[forrás?] brazil labdarúgó..

## Pályafutása

### Internacional
Az Internacional ifjúsági akadémiáján nevelkedett, ekkor még a Rafael név szerepelt a mezén. Inter elnöke abban az időben, Fernando Carvalho, azt javasolta hogy változtassa Sóbis-ra, mert így vonzóbb lehet az európai klubok számára.
2004-ben gyorsan kiharcolta az első csapatban a helyét. Sóbis 35 mérkőzésen 19 gólt lőtt a 2005-ös szezonban, ekkor mindössze még csak 19 éves volt. A következő évben ő volt az egyik legfontosabb játékosa a Internacional csapatának, a brazil ligában a második helyen végeztek. A 2006-os szezonban sérülésekkel bajlódott. Végül felépülése után visszaszerezte a helyét az első csapatban, és Libertadores-kupa-győzelemig vezette klubját, a São Paulo FC elleni mérkőzésen duplázott.

### Real Betis
Sóbis iránt több klub is érdeklődött, többek közt az AC Milan és a Racing de Santander, végül 2006. augusztusában aláírt a Real Betis csapatába 9 000 000 €-ért, 8 éves szerződés kötöttek. Hivatalosan debütálására szeptember 8-án került sor a Athletic Club elleni mérkőzésen.
Az első gólját a városi rivális Sevilla FC ellen szerezte meg szeptember 17-én, a mérkőzést a Betis elvesztette 3-2-re. Fontos gólt szerzett még a Celta de Vigo ellen. Szalag szakadást szenvedett a RCD Mallorca ellen, így kénytelen volt egy hónapot kihagyni.
Sóbis a második szezonját a Betis színeiben erősen kezdte, 6 mérkőzésen 3 gólt szerzett, a Valencia CF, a RCD Mallorca és 2007-ben UEFA-kupa döntős RCD Espanyol ellen. 2008 júliusában a Betis 10 millió eurós ajánlatot kapott a Newcastle Unitedtól Sóbisért.

### El-Dzsazíra
2008. szeptember 2-án a Real Betis megerősítette, hogy Sobis csatlakozott az Egyesült Arab Emírségek-ben szereplő el-Dzsazíra csapatához 10 millió €-ért.

### Ismét az Internacional
2010 júliusában Sóbis visszatért az Internacional csapatába kölcsön egy évre. Amikor 2010. augusztus 18-án a Libertadores-kupa döntőjében az Internacional 3-2-re legyőzte a Chivas Guadalajarát, Sóbis szerezte az első gólt a mérkőzésen. Miután a kölcsönszerződés lejárt, az Internacional nem használta fel az opciós jogukat.

### Fluminense
2011. július 19-én a Fluminense csapatához került kölcsönben egy szezonra.

### Tigres
A 2015-ös Clausura szezontól kezdve a mexikói Tigres de la UANL-ban játszik. A 2015-ös Apertura szezonban bajnoki címet szerzett.

### Válogatott
2006. szeptember 3-án debütált a Brazil válogatottban az Argentin válogatott ellen, Londonban. A mérkőzést a Brazilok megnyerték 3-0-ra.
2008-ban a brazil U-23-as csapattal a 2008. évi nyári olimpiai játékok szerepelt, ahol bronzérmesek lettek.

## Sikerei, díjai

### Klub
Internacional
- Rio Grande do Sul állami bajnok győztes: 3

2004, 2005, 2011
- Libertadores-kupa győztes: 2

2006, 2010
Fluminense
- Brazil bajnok győztes: 1

2012
- Rio de Janeiro állam bajnok győztes: 1

2012
Cruzeiro
- Minas Gerais állam bajnok győztes: 1

2018
- Brazil kupa győztes: 2

2017, 2018
UANL
- Mexikói bajnok győztes: 1

Apertura 2015

### Válogatott
Brazília
- Olimpiai játékok bronzérmes: 1

2008